# Squadra sequestri
Squadra sequestri (titoli alternativi italiani: Gli acchiappagrane o Gli acchiappamosche) è un cortometraggio del 1929 diretto da Lewis R. Foster.
Negli Stati Uniti è stato distribuito il 19 ottobre 1929.

## Trama
Stanlio e Ollio lavorano come ufficiali giudiziari per conto dello sceriffo locale il quale affida loro la missione di sequestrare una radio di proprietà del signor  Kennedy, un uomo noto per il suo carattere difficile, che non paga le rate dal 1921.
Le difficoltà iniziano già nell'ufficio dello sceriffo, quando i due devono portare con loro l'ingiunzione di sequestro. Riescono a dimenticare prima il cappello di Stanlio, poi quello di Ollio, poi il foglio con l'ingiunzione, poi sbagliano la porta per uscire, poi rientrano da un'altra porta e mettono a soqquadro la scrivania dello sceriffo per cercare il foglio ed infine vengono inseguiti dallo spazientito sceriffo. Anche il viaggio verso la loro meta si rivela subito complicato: la loro vecchia automobile inizia a dare problemi e già alla partenza i due finiscono in una disputa con un camionista irascibile. Quando finalmente arrivano alla residenza di Kennedy, iniziano i veri guai. Il debitore, determinato a non collaborare, li respinge dapprima usando un cane giocattolo per spaventarli, poi si barrica dentro casa, rendendo impossibile consegnargli l’ingiunzione di sequestro. Stanlio e Ollio provano di tutto per entrare: tentano di entrare da una finestra utilizzando una scala troppo corta, cercano di spaventare il debitore con un grosso cane (ma è il cane vero ad essere messo in fuga dal cane giocattolo), di forzare la porta ed anche di intrufolarsi dal retro ma ogni piano fallisce miseramente. Nel frattempo, il padrone di casa, con  astuzia, continua a prendersi gioco di loro. La situazione degenera quando un colpo di fucile sparato da Kennedy rompe un idrante, inondando un poliziotto di passaggio. Quest’ultimo, infuriato, decide di intervenire e aiuta i due a entrare finalmente in casa per recuperare la radio. Il trionfo è però di breve durata. Mentre Stanlio e Ollio depositano la radio in strada, un gigantesco rullo compressore arriva e la schiaccia completamente. Kennedy, esultante, ride senza sosta finché non arriva sua moglie che rivela di aver appena saldato tutte le rate arretrate, rendendo la radio ufficialmente di loro proprietà. Tuttavia, non c’è tempo per celebrare: il rullo compressore, ancora in movimento, schiaccia anche l’auto di Stanlio e Ollio.

## Produzione
Trentatreesimo muto con la coppia Laurel & Hardy, e 38° nella loro filmografia.
Nonostante alcune filmografie riportino il contrario, non esiste la versione sonora di questo cortometraggio. La colonna sonora originale (che includeva come strumento principale un organo a canne) è stata ritrovata nei tardi anni '70.
In Italia il film è circolato nel 1986 con gli intertitoli letti da Enzo Garinei (Stanlio) e Giorgio Ariani (Ollio).